# Tarucus venosus
Tarucus venosus är en fjärilsart som beskrevs av Moore 1882. Tarucus venosus ingår i släktet Tarucus och familjen juvelvingar. Inga underarter finns listade i Catalogue of Life.